# 重慶分子
重慶分子是抗日戰爭期間日本當局及依附日本之傀儡政權對於效忠重慶國民政府的反日人物的稱呼。這些反抗者在日軍佔領區及戰場協助國軍作戰、破壞日軍輜重及襲擊人員。